# 津野哲郎
津野 哲郎（つの てつろう、1940年1月5日 - ）は、大分県出身の俳優。FHプロモーション所属。本名は佐藤 朝生。以前は劇団新鋭（創立メンバー）、劇団三十人会、エヌ・エー・シーに所属していた。

## 人物
身長170cm。
NHK演技研修所出身。
1964年、『潮騒』（NHK）でデビュー。当初は「佐東 朝生」の名で活動していた。
日本俳優連合元理事、元総代。ドラマの方言を考える会元世話人。
特技は大分弁の方言指導。

## 出演作品

### テレビドラマ

#### NHK
- テレビ劇場 / 垂直の青春（1962年）
- 大河ドラマ
  - 花の生涯（1963年）
  - 春の波涛 第16話「女ごころ」（1985年） - 議員
- 次郎物語（1964年）
- 文芸劇場（1964年）
  - 潮騒 - 主演
  - 本日休診
- NHK劇場 / 異聞はがくれ（1964年）
- アイウエオ 第41 - 43話（1968年）
- 鞍馬天狗（1969年）
- NHK特集 / 明治の群像 海に火輪を 第8話「星亨」（1976年） - 加藤恒忠
- 連続テレビ小説 / マー姉ちゃん 第1 - 4話（1979年） - 文化部長
- 土曜ドラマ / ストックホルムの密使（1995年）※方言指導も兼任
- 金曜時代劇 / 慶次郎縁側日記
  - 第1シリーズ 第7話「春の出来事」（2004年）
  - 第2シリーズ 第1話「雪の夜のあと」（2005年）

#### 日本テレビ
- 五人の野武士
  - 第10話「狼火は砦にあがる」（1968年）
  - 第22話「陰謀」（1969年）
- ファミリー劇場 / わが青春のとき 第1話、第2話（1970年）
- 姫君捕物控（1972年）
- 雑居時代 第22話「興奮しちゃった!」（1974年）
- 水滸伝 第18話「風雲・高唐州!」（1974年） - 男
- 鞍馬天狗（1974年）
  - 第2話「角兵衛獅子」 - 舟曳休之助
  - 第4話「剣」
  - 第6話「白菊時雨」
- 俺たちの勲章 第4話「刑事（デカ）くずれ」（1975年）
- 新車の中の女（1976年）
- 俺たちの朝 第29話「ドン底生活と芝居と大馬鹿野郎」（1977年） - やきとり屋台の店主
- 伝七捕物帳 第160話「大江戸裏町出世双六」（1977年）
- 太陽にほえろ!
  - 第292話「一流大学」（1978年）
  - 第310話「再会」（1978年）
  - 第529話「山さんの危険な賭け」（1982年）
- 宇宙の勇者スターウルフ 第21話「悲劇の宇宙恐竜ニポポ」（1978年） - ブランコ大臣
- 右門捕物帖 第15話「伝六の初恋」（1983年）
- 誇りの報酬 第46話「恋のかけら」（1986年）
- 火曜サスペンス劇場
  - 浅見光彦ミステリー 第6作「唐津佐用姫伝説殺人事件」（1989年） - 草間完治
  - だます女だまされる女 第7作「花嫁の肌を襲う元愛人の復讐エステ」（2004年）

#### TBS
- 七人の刑事 第2シーズン（1965年）
  - 第185話「妻の言い分」
  - 第195話「愛の化石」
- 土曜グランド劇場 / 新世界うらの女（1965年）
- 渥美清の泣いてたまるか
  - 第40話「僕もガードマン」（1967年）
  - 第66話「からすなぜ鳴く」（1967年）
  - 第78話「東京流れ者」（1968年）
- フジ三太郎 第24話「仰げば尊し」（1969年）
- 新平四郎危機一発 第10話「海に真赤な男の血」（1969年）
- 恋愛術入門 第12話「イチ・タス・イチは?」（1971年）
- すし屋のケンちゃん（1971年 - 1972年） - ベンさん
- 花王 愛の劇場
  - 第二の結婚（1971年）
  - 婚期（1973年） - 信正
  - 放浪記 第23話（1974年）
  - 下町の空（1981年）
  - 赤い関係（1982年）
  - お鏡（1985年）
  - さしすせそ!? 第27話、第31話（1997年）
- 帰ってきたウルトラマン 第37話「ウルトラマン 夕陽に死す」（1971年） - 教師
- ブラザー劇場（1974年）
  - 刑事くん 第2部 第38話「輝やかしき道へ」
  - 若い!先生 第4話「ふたりだけの道どこまでも」 - 宮田監督
- 日本沈没 第5話「いま、島が沈む」（1974年） - 矢島教諭
- 横溝正史シリーズII 仮面舞踏会（1978年） - 村上一彦
- ポーラテレビ小説 / 愛をひとつまみ（1981年）※方言指導も兼任
- ザ・サスペンス
  - もう一人の乗客（1982年）
  - 悪しき星座（1984年）
  - 勝田清孝に間違えられた男（1984年）
- うちの子にかぎって… 第2期 第11話「ニャンニャンしましょ♥」（1985年） - 阿部直哉
- 妻そして女シリーズ 第16作「危機一髪!! 嫁・姑」（1987年）
- 月曜ドラマスペシャル / 妻たちの反乱（1990年）
- 東芝日曜劇場 / サラリーマン金太郎 第4期 第6話「男の涙! 家族の愛! 男の友情!」（2004年）

#### フジテレビ
- シオノギテレビ劇場 / 結婚しません 第2話「紫におう」（1967年）
- 三匹の侍 第5シリーズ 第11話「罠」（1967年）
- 魔神バンダー（1969年） - 配下
- 旗本退屈男 第16話「お目付け道中」（1971年） - 中山源三
- 一心太助 第9話「怪盗の恋」（1971年） - 左京大夫
- 科学捜査官 第14話「ある愛の帰結」（1974年）
- 同心部屋御用帳 江戸の旋風II 第16話「幽霊の影」（1976年）
- ふしぎ犬トントン 第10話「青い目をしたお人形」（1979年） - 入国管理官
- 大捜査線 第22話「女の詩 男を殺せ」（1980年）
- ライオン奥様劇場 / 新・子育てごっこ 第1話（1981年）
- 同心暁蘭之介 第45話「同心哀話」（1983年）
- 男と女のミステリー / おふくろシリーズ 第6作「おふくろに乾杯!!」（1990年）
- 世にも奇妙な物語 「サブリミナル」（1992年）

#### テレビ朝日
- 徳川家康 第34話（1964年）
- 特別機動捜査隊
  - 第251話「終電車の女」（1966年）
  - 第588話「南海の復讐」（1973年） - 稲田
  - 第735話「あるニッポンの悲劇」（1975年） - 安部
  - 第757話「霊柩車を撃て!」（1976年） - 本間淳一
- あゝ同期の桜 第3話「四つの帽子」（1967年）
- 鬼平犯科帳 (松本幸四郎)
  - 第1シリーズ 第63話「女賊の恋」（1970年） - 髪結い柳次
  - 第2シリーズ 第18話「情事」（1971年） - 坂口兵馬
- 大忠臣蔵（1971年）
- 人形佐七捕物帳 第16話「黒猫を抱く娘」（1971年） - 啓三
- 新・荒野の素浪人 第12話「鬼火の谷」（1974年）
- 非情のライセンス 第2シリーズ 第30話「兇悪の入試」（1974年） - 西野
- イナズマンF 第7話「大決戦! ウデスパー対イナズマン!!」、第8話「ウデスパー兄弟! クロスハリケーン!!」（1974年） - デスパー軍団科学者
- 男!あばれはっちゃく 第76話「捕物手帳だマルヒ作戦」（1981年）
- 特捜最前線
  - 第299話「蒸発妻を探して!」（1983年）
  - 第430話「昭和60年夏・ 老刑事 船村一平退職!」（1985年）
  - 第452話「暴走・ロード募金殺人行?!」（1986年）
  - 第471話「死に憑かれた女!」（1986年）
- 土曜ワイド劇場
  - 痴漢（1984年）
  - 整形復顔の花嫁（1984年）
  - 新・法医学教室の事件ファイル 第4作「バラバラ死体が無実の証拠に!? 女医が信じた殺人犯」（1986年）
  - 深層捜査 第1作（2017年） - 沖田剛史
- 私鉄沿線97分署 第84話「愛の逃亡・サファリでチョン!!」（1986年）
- ゴリラ・警視庁捜査第8班 第12話「危険地帯」（1989年）
- はぐれ刑事純情派 第15シリーズ 第26話「みかんの丘で泣く女」（2002年）
- はみだし刑事情熱系 PART7 第5話「人質は水槽に? 密室の刑事と仮面の女!」（2003年） - 仙洞
- 仮面ライダーカブト 第30話「味噌汁昇天」（2006年） - 来賓

#### テレビ東京
- 女殺し屋 花笠お竜 第12話「女の強さを肌で知る」（1969年）
- 大江戸捜査網
  - 第2シリーズ 第28話「兄と妹の詩」（1972年）
  - 第3シリーズ
    - 第127話「無法街の辻駕籠」（1976年）
    - 第347話「廃墟の街で待つ女」（1980年）
    - 第500話「絶唱! 涙に濡れた女郎花」（1983年）

  - 新 大江戸捜査網 第23話「色街おんな怨み歌」（1984年） - 和泉屋
- 水曜ミステリー9 / 逆転弁護士ヤブハラ 第1作「証言拒否」（2015年） - 興禅寺住職

#### WOWOW
- ミッドナイト☆ドラマ / 借王〈シャッキング〉II-運命の報酬-（2011年）
- 連続ドラマW / マグマ（2012年）
  - 第2話
  - 第3話
  - 第5話

### テレビ番組
- その時歴史が動いた 第1回「運命の一瞬、東郷ターン 〜日本海海戦の真実〜」（2000年） - 東郷平八郎

### 映画
- 私のベレット（1964年） - 青年
- こころの山脈（1966年） - 白井先生
- ドレイ工場（1968年） - 関
- 東京戰争戦後秘話（1970年）
- 襤褸の旗（1974年）
- 会社物語 MEMORIES OF YOU（1988年）
- 太陽（2005年） - 梅津美治郎
- 女子カメラ（2012年） - 岡田剛

### 舞台
- 蒼い空
- デリケート・バランス
- 六郷橋
- 六花ふるふる
- 人虎記
- 風光り水澄む郷
- SMCガラコンサート
- トゥ・ミィ
- シェルター
- シンダース 血塗られたシンデレラ
- 夜遊び
- ハッピ－バ－スデイ・トゥ・ミ－
- ジャンヌの砦
- 絹と軍艦
- 黒塚

### CM
- 三菱東京UFJ
- セガ
- 富士通 FACOM 9450Σ
- 江戸証券不動産
- トヨタ自動車

### 方言指導
- NHKスペシャル / 離別（1992年）
- 金曜エンタテイメント / 浅見光彦シリーズ 第5作「別府・姫島殺人事件」（1997年）